# Jeżowiec (województwo świętokrzyskie)
Jeżowiec – wieś sołecka w Polsce położona w województwie świętokrzyskim, w powiecie włoszczowskim, w gminie Kluczewsko.
W latach 1975–1998 miejscowość administracyjnie należała do województwa piotrkowskiego.
Przez miejscowość przebiega droga wojewódzka nr 742.
Wierni Kościoła rzymskokatolickiego należą do parafii św. Jakuba w Stanowiskach.

## Części wsi
| SIMC    | Nazwa   | Rodzaj             |
| ------- | ------- | ------------------ |
| 0541960 | Bytomka | przysiółek         |
| 0541954 | Kowale  | część miejscowości |